# 全国高等学校野球選手権沖縄大会
全国高等学校野球選手権沖縄大会（ぜんこくこうとうがっこうやきゅうせんしゅけん おきなわたいかい）は、沖縄県で開催されている全国高等学校野球選手権大会の地方大会。

## 前史
沖縄県勢は1915年（第1回）から1921年（第7回）まで、1924年（第10回）から1927年（第13回）まで、1929年（第15回）、1946年（第28回）から1951年（第33回）までと18回の不参加があり、このうち戦後6回の不参加は米国の統治下に置かれたことによる。
地方大会も中止となった1941年（第27回）および一府県一代表が認められた1958年（第40回）・1963年（第45回）・1968年（第50回）・1973年（第55回）を除いて、1974年（第56回）まで全国大会出場を懸けて他県勢と戦った。
| 年度                                | 参加県                                     |
| ----------------------------------- | ------------------------------------------ |
| 九州大会                            |                                            |
| 1922年（第8回）                     | 福岡・佐賀・長崎・熊本・大分・鹿児島・沖縄 |
| 1923年（第9回）                     | 佐賀・長崎・熊本・大分・鹿児島・沖縄       |
| 南九州大会                          |                                            |
| 1928年（第14回）                    | 熊本・宮崎・鹿児島・沖縄                   |
| 1930年（第16回） - 1940年（第26回） | 熊本・大分・宮崎・鹿児島・沖縄             |
| 東九州大会                          |                                            |
| 1952年（第34回） - 1957年（第39回） | 大分・宮崎・鹿児島・沖縄                   |
| 南九州大会                          |                                            |
| 1959年（第41回）                    | 宮崎・鹿児島・沖縄                         |
| 1960年（第42回） - 1962年（第44回） | 宮崎・沖縄                                 |
| 1964年（第46回） - 1967年（第49回） | 宮崎・沖縄                                 |
| 1959年（第51回） - 1972年（第54回） | 宮崎・沖縄                                 |
| 1974年（第56回）                    | 宮崎・沖縄                                 |

沖縄県勢の全国大会初出場は47都道府県で最後、大会史上初めて一府県一代表が認められた1958年（第40回）となった。複数の府県を対象とする地方大会を制しての全国大会出場（いわゆる自力出場）は1962年（第44回）の沖縄（現・沖縄尚学）、1966年（第48回）の興南、1972年（第54回）の名護と3回にとどまった。
ただし、全国大会出場回数が最も少ないのは沖縄県勢ではなく滋賀県勢である。滋賀県勢の自力出場は4回だが、滋賀県が毎年単独代表となったのは沖縄県の1975年（第57回）より3年遅い1978年（第60回）で、全国大会出場回数は沖縄県勢より滋賀県勢のほうが2回少ない。
全国大会出場を他府県勢に阻止された回数については、沖縄県勢は30回で済んでおり、これは47都道府県で23番目、九州8県でも4番目と平均的な部類に入る（最も多い滋賀県勢は50回、佐賀県勢・長崎県勢は35回、熊本県勢は32回）。

## 概要
例年全国のトップを切って開幕し、代表校も全国で最初に決定することが多い。早い開幕は米国統治時代の名残で、入国手続きに加えて船で移動していたため開幕が早くなったとされている。1972年5月15日に本土復帰を果たし、飛行機で移動するようになってからも、台風による順延に備えるといった理由で早い開幕のまま現在に至る。なお、現在の旅費は沖縄県勢と北海道勢に限り航空運賃が支給される。
沖縄本島以外に所在する学校の移動負担を考慮して、大会序盤は週末中心の日程となる。

## 使用球場
- 那覇市営奥武山野球場（沖縄セルラースタジアム那覇）（主会場）
- 沖縄市野球場（コザしんきんスタジアム）
- 北谷公園野球場
- 糸満市西崎球場
- 浦添市民球場
- 宜野湾市立野球場

等で行われている。

## 大会結果
| 年度（大会）          | 校数 | 優勝校     | 決勝スコア | 準優勝校           | 備考       |
| --------------------- | ---- | ---------- | ---------- | ------------------ | ---------- |
| 1958年（第40回大会）  | 19   | 首里       | 6 - 0      | 石川               |            |
| 1963年（第45回大会）  | 24   | 首里       | 7 - 4      | 那覇               |            |
| 1968年（第50回大会）  | 31   | 興南       | 5 - 2      | 糸満               |            |
| 1973年（第55回大会）  | 37   | 前原       | 3 - 2      | 沖縄水産           | 延長10回   |
| 1975年（第57回大会）  | 39   | 石川       | 8 - 1      | コザ               |            |
| 1976年（第58回大会）  | 42   | 豊見城     | 3 - 2      | 那覇               |            |
| 1977年（第59回大会）  | 45   | 豊見城     | 4 - 0      | 宮古               |            |
| 1978年（第60回大会）  | 47   | 豊見城     | 1x - 0     | 宮古               |            |
| 1979年（第61回大会）  | 47   | 中部工     | 4 - 3      | 南風原             |            |
| 1980年（第62回大会）  | 48   | 興南       | 1 - 0      | 首里               |            |
| 1981年（第63回大会）  | 50   | 興南       | 2 - 0      | 美里               |            |
| 1982年（第64回大会）  | 49   | 興南       | 5 - 2      | 知念               |            |
| 1983年（第65回大会）  | 51   | 興南       | 3 - 1      | 沖縄水産           |            |
| 1984年（第66回大会）  | 53   | 沖縄水産   | 4 - 1      | 興南               |            |
| 1985年（第67回大会）  | 50   | 沖縄水産   | 7 - 5      | 興南               |            |
| 1986年（第68回大会）  | 52   | 沖縄水産   | 2 - 1      | 興南               |            |
| 1987年（第69回大会）  | 54   | 沖縄水産   | 7 - 0      | 沖縄尚学           |            |
| 1988年（第70回大会）  | 55   | 沖縄水産   | 8 - 0      | 八重山             |            |
| 1989年（第71回大会）  | 56   | 石川       | 8 - 3      | 興南               |            |
| 1990年（第72回大会）  | 58   | 沖縄水産   | 6 - 1      | 沖縄尚学           |            |
| 1991年（第73回大会）  | 58   | 沖縄水産   | 6 - 2      | 豊見城南           |            |
| 1992年（第74回大会）  | 57   | 沖縄尚学   | 3 - 1      | 名護               |            |
| 1993年（第75回大会）  | 58   | 浦添商     | 5 - 0      | 那覇商             |            |
| 1994年（第76回大会）  | 60   | 那覇商     | 7 - 1      | 美里工             |            |
| 1995年（第77回大会）  | 60   | 沖縄水産   | 4 - 1      | 美里               |            |
| 1996年（第78回大会）  | 59   | 前原       | 5 - 2      | 沖縄水産           | 延長12回   |
| 1997年（第79回大会）  | 58   | 浦添商     | 7 - 3      | 沖縄水産           |            |
| 1998年（第80回大会）  | 60   | 沖縄水産   | 8 - 2      | 浦添工             |            |
| 1999年（第81回大会）  | 62   | 沖縄尚学   | 10 - 0     | 興南               |            |
| 2000年（第82回大会）  | 61   | 那覇       | 5 - 3      | 沖縄水産           | 延長10回   |
| 2001年（第83回大会）  | 61   | 宜野座     | 3 - 0      | 中部商             |            |
| 2002年（第84回大会）  | 62   | 中部商     | 4 - 1      | 沖縄水産           |            |
| 2003年（第85回大会）  | 64   | 沖縄尚学   | 3 - 2      | 南部商             |            |
| 2004年（第86回大会）  | 62   | 中部商     | 4 - 1      | 沖縄水産           |            |
| 2005年（第87回大会）  | 62   | 沖縄尚学   | 10 - 0     | 浦添商             |            |
| 2006年（第88回大会）  | 63   | 八重山商工 | 7 - 3      | 中部商             |            |
| 2007年（第89回大会）  | 63   | 興南       | 1 - 1      | 浦添商             | 延長11回   |
| 2007年（第89回大会）  | 63   | 興南       | 2 - 0      | 浦添商             | 再試合     |
| 2008年（第90回大会）  | 63   | 浦添商     | 5 - 2      | 沖縄尚学           |            |
| 2009年（第91回大会）  | 63   | 興南       | 4 - 2      | 中部商             |            |
| 2010年（第92回大会）  | 63   | 興南       | 9 - 1      | 糸満               |            |
| 2011年（第93回大会）  | 63   | 糸満       | 2 - 1      | 中部商             |            |
| 2012年（第94回大会）  | 63   | 浦添商     | 8 - 5      | 沖縄尚学           |            |
| 2013年（第95回大会）  | 63   | 沖縄尚学   | 5 - 2      | 美里工             |            |
| 2014年（第96回大会）  | 61   | 沖縄尚学   | 6 - 1      | 糸満               |            |
| 2015年（第97回大会）  | 62   | 興南       | 4 - 2      | 糸満               |            |
| 2016年（第98回大会）  | 63   | 嘉手納     | 11 - 3     | 美里工             |            |
| 2017年（第99回大会）  | 63   | 興南       | 15 - 1     | 美来工科           |            |
| 2018年（第100回大会） | 65   | 興南       | 5 - 0      | 糸満               |            |
| 2019年（第101回大会） | 64   | 沖縄尚学   | 8 - 7      | 興南               | 延長13回   |
| 2020年（独自大会）    | 59   | 八重山     | 4 - 2      | 未来沖縄           |            |
| 2021年（第103回大会） | 61   | 沖縄尚学   | 5 - 2      | 中部商             |            |
| 2022年（第104回大会） | 61   | 興南       | 7 - 1      | 沖縄尚学           |            |
| 2023年（第105回大会） | 60   | 沖縄尚学   | 3 - 0      | ウェルネス沖縄     |            |
| 2024年（第106回大会） | 60   | 興南       | 4x -3      | エナジックスポーツ | 延長10回TB |
| 2025年（第107回大会） | 58   | 沖縄尚学   | 9 -1       | エナジックスポーツ |            |

## 放送
- NHK沖縄放送局（総合テレビ、準決勝・決勝。ラジオ第1、準々決勝以降）
- 琉球朝日放送（テレビ・決勝と準決勝の一部を中継）
- 琉球放送（ラジオ・決勝戦を中継、1995年のQAB開局まではテレビでも中継）
- ラジオ沖縄（決勝を中継、2009年までは準決勝の一部も中継していた。2012年・2014年は中継無し）

※琉球放送、ラジオ沖縄は全国大会期間中の沖縄県勢の試合をABCからのネット受けで中継していた（CMは各局差し替え、最終的には琉球放送のみの放送となったが、2010年の決勝に興南が進出した時は再び両局にネットされた）。またNHK沖縄（ラジオ）では一旦準決勝からの放送に縮小した事もあったが、2015年までは3回戦から放送していた。2021年は再び準決勝からに縮小。